# Otto Diepholz
Otto Diepholz (* 1928 oder 1929 in der Nähe von Schwerin) ist ein ehemaliger deutscher Print- und Fernsehjournalist.

## Berufliche Karriere
Seinen Einstieg in den Journalismus fand Diepholz in seiner mecklenburgischen Heimat beim Landessender Schwerin. Im Jahr 1962 emigrierte er aus der DDR in die Bundesrepublik und erhielt eine Anstellung bei der Frankfurter Allgemeinen Zeitung in Frankfurt am Main. Alsbald wurde er in das von Alfred Rapp geleitete Redaktionsbüro in der Bundeshauptstadt Bonn entsandt und war dadurch fortan hauptsächlich im Politikjournalismus tätig. Innerhalb Bonns wechselte er 1967 zur Hauptstadtredaktion des Nachrichtenmagazins Der Spiegel.
Ende März 1972 schied Diepholz im gegenseitigen Einvernehmen beim Spiegel aus und wechselte nach Wiesbaden in die „Hauptredaktion Aktuelles“ des ZDF. Dort war er zunächst als Redakteur für Recherchen zuständig, sprach aber schon bald auch Kommentare in der Hauptnachrichtensendung heute um 19 Uhr. Aufgrund seiner guten Präsenz vor der Kamera wurde er 1973 zum Moderator der Sendung befördert. Diese Position hatte er etwa 18 Jahre inne. Am 9. November 1989 – dem Tag des Mauerfalls – war Diepholz als Chef vom Dienst verantwortlicher Schlussredakteur der heute-Hauptausgabe. Zusammen mit dem Redakteur im Studio, Volker Jelaffke, entschied er kurzfristig, Günter Schabowskis legendäre Pressekonferenz noch in der laufenden Sendung zu thematisieren. Am 25. August 1991 moderierte Diepholz seine letzte Sendung und ging anschließend in den Ruhestand.

## Bewertung
Die überregionale deutsche Wochenzeitung Die Zeit bezeichnete Diepholz im Januar 1987 als „Archetyp des ZDF-Journalisten“. Sie warf ihm – und den politischen Redaktionen des ZDF insgesamt – eine zu große Staatsnähe und eine zu unkritische Haltung gegenüber Politikern vor:
„Schon das Timbre seiner [Diepholz’] Stimme signalisiert Ehrfurcht vor der Bedeutsamkeit der politischen Akteure; Dankbarkeit, dass das Fernsehen zu Gast sein darf bei den Großen dieser Welt. Verglichen mit heute herrscht in der Tagesschau nahezu täglich das größere Tempo, die größere Genauigkeit, sieht man Nachrichten statt politischer Stimmungsbilder; in der Tagesschau (dem alten Köpcke sei Dank) agieren nicht die ergriffenen Buchhalter des Weltgeschehens, sondern seine nüchternen Notare. Aber es geht um viel mehr als um Moderatoren und ihre Darstellungstalente. Das ZDF ist (weit mehr noch als die ARD) zum Staatsfernsehen verkommen – Journalisten (in des Wortes wahrer Bedeutung) sind in den politischen Sendungen der Anstalt längst eine absolute Minderheit geworden.“
Gleichwohl publizierte das gleiche Medium viereinhalb Jahre später im August 1991 anlässlich von Diepholz’ Abschied als heute-Moderator eine wesentlich wohlwollendere, wenn auch humoristisch angehauchte Rückschau auf seinen Moderationsstil:
„Und nun geht tatsächlich auch noch Diepholz, Otto, stilbildender Redakteur der ZDF-Nachrichtensendung heute. Geht, wohin wir alle eines nicht so fernen Tages gehen werden: in den Ruhestand. Vorbei, ach vorbei, sein Hüsteln, sein Rascheln! Vorbei auch sein erschöpftes Lächeln, wenn er nach den ernsten Weltnachrichten (Räusper, räusper!) endlich zu den noch ernsteren Wetternachrichten überleiten durfte. Otto Diepholz war so etwas wie der journalistische Oberamtmann des Zeitgeschehens – kein Mächtiger hatte von ihm jemals ein scharfes Wort oder gar einen milden Spott zu befürchten. Diepholz verlas auch die dramatischsten Nachrichten so gleichmütig, als gehe es um den Jahresbericht der Stadtsparkasse. Ach, wieviel Herzflimmern, wie viele Schweißausbrüche hat er uns in dieser seiner sympathischen, männlichzuchtvollen Art erspart: ein kaum zu überschätzender Beitrag zur deutschen Volksgesundheit. Am vergangenen Sonntag nun hat sich Diepholz von uns, seinen Fans, verabschiedet. ‚Otto, bleib bei uns!‘ möchten wir schreien. Denn am Tag zuvor hatte Otto noch einmal mit unvergesslicher Könnerschaft demonstriert, wie man die Weltgeschichte zu Diepholz macht. Dies war die Nachricht: Gorbatschow tritt als KP-Chef zurück. Dazu Diepholz: ‚Eine möglicherweise interessante Entwicklung.‘ Möglicherweise! Das ist genial. Otto, wir danken dir!“